# Jacques Marbeuf
Pour les articles homonymes, voir Marbeuf (homonymie).
Jacques Marbeuf est un acteur français, né le 29 janvier 1926 à Paris 2e, et mort le 14 juillet 1993 à Champigny-sur-Marne.

## Biographie
Jacques Marbeuf mène d'abord carrière dans le cinéma traditionnel, où il tient des rôles secondaires. À partir des années 1970, il s'oriente vers le cinéma d'exploitation, et apparaît ensuite essentiellement dans des films érotiques soft, puis pornographiques, tout en continuant à tenir occasionnellement des rôles dans des productions grand public.

## Filmographie partielle
- 1946 : La Belle et la Bête de Jean Cocteau de Georges Péclet
- 1950 : Le Grand Cirque
- 1952 : L'amour n'est pas un péché de Claude Cariven
- 1965 : Le Saint prend l'affût de Christian-Jaque
- 1966 : La Vingt-cinquième Heure d'Henri Verneuil
- 1967 : La Nuit des généraux d'Anatole Litvak
- 1968 : Adieu l'ami de Jean Herman
- 1969 : Bye bye, Barbara de Michel Deville
- 1969 : L'Armée des ombres de Jean-Pierre Melville
- 1970 : La Fleur de Jacques Robain TV
- 1970 : Les Dossiers du professeur Morgan de Jacques Audoir
- 1970 : Les Cinq Dernières Minutes, épisode Les Mailles du filet de Claude Loursais
- 1970 : L'Aveu de Costa-Gavras
- 1970 : Le Mur de l'Atlantique de Marcel Camus
- 1972 : Dany la ravageuse de Willy Rozier
- 1972 : L'Héritier de Philippe Labro
- 1972 : Irma la Douce de Paul Paviot TV
- 1972 : Édith de Lucien Hustaix
- 1973 : Karatekas and co de Edmond Tibirvsky TV
- 1973 : Le Jet d'eau
- 1974 : Convoi de femmes de Pierre Chevalier
- 1974 : OK Patron ! de Claude Vital
- 1974 : Il était une fois... la chatte mouillée de Lucien Hustaix
- 1974 : Les Caresseuses de Lucien Hustaix
- 1975 : Les Tripoteuses de Lucien Hustaix
- 1975 : Les jouisseuses de Lucien Hustaix
- 1975 : Les Théâtres érotiques de Paris de Robert Hughe
- 1975 : Pleins feux sur un voyeur de Pierre-Claude Garnier
- 1975 : Prostitution clandestine d'Alain Payet
- 1975 : La Grande Défonce de Richard Balducci
- 1976 : Une cage dorée de Jess Franco et Marius Lesœur
- 1976 : Paris porno de Jacques Orth et Marius Lesœur
- 1976 : La Sucette magique de Lucien Hustaix
- 1976 : Infernales pénétrations ou Les filles au soleild'Alphonse Beni
- 1976 : Érections ou Parties carrées de Jean Desvilles
- 1976 : La Grande Extase de Patrice Rhomm
- 1976 : Les caresses perverses/Douce pénétration/Excitante pénétration /Les lécheuses/Les pompeuses de Lucien Hustaix
- 1976 : Amours collectives de Jean-Pierre Bouyxou
- 1976 : La Fessée ou les Mémoires de monsieur Léon maître-fesseur de Claude Bernard-Aubert alias Burd Tranbaree
- 1976 : Apothéose porno de Jean-Marie Ghanassia
- 1976 : Porno party ou Maison closes de Lucien Hustaix + scénariste
- 1977 : Le Clandé aux partouzes d'André Muller
- 1977 : Helga, la louve de Stilberg d'Alain Payet
- 1977 : Cocktail porno d'Alain Payet
- 1977 : Hard Pénétration de Jean Rollin
- 1977 : Kiss me killer ou Embrasse-moi de Jess Franco
- 1977 : Hommes de joie pour femmes en chaleur ou Prouesses porno de Claude Bernard-Aubert
- 1977 : Désirs et perversions de Jean-Marie Ghanassia
- 1978 : Chaleurs intimes ou Bourgeoise et pute de Claude Pierson
- 1978 : Sarabande porno ou Esclaves sexuelles sur catalogue de Claude Bernard-Aubert
- 1978 : Viol, la grande peur de Pierre Chevalier
- 1978 : Convoi de filles ou À l'est de Berlin de Pierre Chevalier  et Jess Franco
- 1978 : hyperpénétrations ou Par devant, par derrière' de Jean Rollin
- 1978 : Lèvres gloutonnes de Dominique Goult
- 1978 : La Belle et la Bête de Charles de Santos
- 1978 : Le Sexe qui jouit d'Alain Payet
- 1978 : Les Partouzes de Madame Paule d'Alain Payet
- 1978 : Nathalie dans l'enfer nazi d'Alain Payet
- 1979 : Fascination de Jean Rollin
- 1979 : Infirmières très spéciales de Claude Bernard-Aubert
- 1979 : Couples pour partouzes de Jean-Jacques Renon
- 1979 : Le Rodéo du sexe ou Scrabble partouzes d'Alain Payet
- 1979 : Parties chaudes ou les délices de l'adultère de Claude Bernard-Aubert
- 1979 : Gamines à tout faire d'Alain Payet
- 1979 : Barmaids à jouir/J'ai le feu aux fesses/Jouir d'Alain Payet
- 1979 : La Grande Mouille/Chattes mouillées/Extases totales/Parties de chasse en Sologne de Claude Bernard-Aubert
- 1979 : Les Enfonceuses expertes ou les aventures d'une petite fille perverse d'Alain Payet
- 1979 : Monique et Julie, deux collégiennes en partouze d'Alain Payet
- 1979 : Trois lycéennes en chaleur de Georges Clair
- 1980 : Les Petites Garces de Gérard Loubeau
- 1980 : Le Droit de cuissage ou Amours très intimes pour couples de Claude Bernard-Aubert
- 1980 : La Petite Caroline aime des Grandes Sucettes de Michel Caputo
- 1980 : Jeux de corps pour petites filles curieuses de Joe de Palmer
- 1980 : Les Jeunes Sauvages/Jeunes filles sauvages pour vicieux/Jouir d'Alain Payet
- 1980 : Trop au lit pour être honnête  (réalisation)
- 1980 : Cécilia et les autres femmes au bordel de Joe de Palmer
- 1981 : Pensionnat de jeunes filles de Gérard Kikoïne
- 1981 : Rien ne vaut la première fois/Poker show/Poker partouze de Joe de Palmer et d'Alain Payet
- 1981 : Extases très particulières ou La Vorace de Alan Vydra
- 1981 : Adorable Lola ou Journal intime d'une jeune fille en chaleur de Gérard Kikoïne
- 1981 : Les Petites Dévergondées ou Amanda de Michel Caputo
- 1982 : Les Clientes de Gérard Kikoïne et Alan Vydra
- 1982 : La Morte vivante de Jean Rollin
- 1982 : La Prof ou les plaisirs défendus ou La prof enseigne sans préservatif de Robert Renzulli
- 1982 : Mélodie pour Manuella/Le choc des stars/Le cauchemar de Manuella de Joe de Palmer
- 1982 : Bourgeoises et putes de Gérard Kikoïne
- 1982 : Réseau particulier/Baise-moi vite, j'ai le feu aux fesses/La filière du vice de Joe de Palmer
- 1982 : Prison très spéciale pour femmes de Gérard Kikoïne
- 1982 : Retourne-moi c'est meilleur ou Vaginomaniaque d'Henri Sala
- 1982 : Vacances à Ibiza de Gérard Kikoïne
- 1982 : Ils appellent ça un accident de Nathalie Delon et Yves Deschamps
- 1982 : Jeunes filles à vendre de Gérard Gtégory
- 1983 : Diamond Baby/Jambes écartées, pénétrations en force/La chatte aux trésors de Michel Caputo
- 1983 : Le Lit d'Élodie de Jean-Luc Brunet
- 1983 : Des femmes pour Gourpanof de Jean-Luc Brunet
- 1983 : Le Démon dans l'île de Francis Leroi
- 1984 : On prend la pilule et on s'éclate/L'Auberge des voluptés/Petits trous voraces pour sodomies sauvages de Robert Renzulli
- 1985 : Amours, fantasmes et fantaisies de Didier Philippe-Gérard
- 1986 : Adolescentes pour satyres  de Pierre B. Reinhard
- 1986 : Le Fruit défendu de Jean-Luc Brunet
- 1986 : Baise les filles et sodomise-moi ou Jouisseuses hystériques, petits trous libertins de Michel Caputo
- 1987 : L'Esclave du désir, innocente et pervertie ou Le Fruit du désir de Jean-Luc Brunet
- 1989 : Belle d'amour de Michel Ricaud